# Fernando López Miras
Fernando López Miras (Múrcia, 4 de outubro de 1983) é um político espanhol, presidente da Comunidade Autônoma da Região de Múrcia desde 2017.

## Biografia
Fernando López Miras nasceu na cidade de Múrcia, mas por questões profissionais, sua família mudou-se várias vezes de residência, o que o levou a descrever-se como "um bebê em Archena, um menino em Águilas, um estudante de Cartagena, um secundarista lorquino e um universitário em Múrcia".
No entanto, e embora reconheça a influência que o Colégio dos Padres Franciscanos de Cartagena teve em sua formação, seu maior vínculo é com a cidade de Lorca, onde viveu sua adolescência. Lá ele esteve intimamente ligado à Semana Santa, e especificamente a Paso Blanco, onde é costalero do Cristo del Rescate. Em 2019 foi nomeado pregoeiro da Semana Santa em Lorca, anteriormente também o havia sido em Yecla e Archena.
Graduado em Direito, também detém o título de mediador civil e comercial. Advogado da Ordem dos Advogados de Lorca, é especialista em relações jurídico-empresariais. A sua pós-graduação é a de um MBA (Master of Business Administration) pela ENAE Business School.
Antes de iniciar a sua carreira política, iniciou a sua experiência profissional no setor financeiro, trabalhando no Banco Espanhol de Crédito e no Banco de Valência nas cidades de Fuente Álamo, Molina de Segura e Lorca.
Durante 4 anos, foi Diretor de Gestão do Hospital Geral Universitário Rafael Méndez, em Lorca, cargo que ocupava quando aconteceram os terremotos de 11 de maio de 2011.

## Trajetória política
Aos 18 anos, decidiu ingressar nas Novas Gerações do Partido Popular (PP), organização na qual, anos mais tarde, ocupou o cargo de Vice-Secretário Nacional da Economia e do Emprego.
Nas eleições regionais de 2011, foi eleito deputado na Assembleia Regional de Múrcia nas listas do PP, cargo que ocupou até 14 de abril de 2014, quando renunciou para ser nomeado Secretário-Geral do Ministério da Economia e Finanças da Região de Múrcia.
Reeleito deputado regional em 2015, foi nomeado segundo secretário da Mesa da Assembleia, cargo que deixaria em 29 de abril de 2017, para ser empossado presidente da Comunidade Autônoma da Região de Múrcia.
No Congresso do PP da Região de Múrcia em março de 2017, foi nomeado coordenador geral da referida formação, cargo que ocupou até o seguinte congresso, realizado um ano depois, a 18 de março de 2018, altura em que foi eleito presidente regional do partido.
Em 29 de abril de 2017, após a renúncia de Pedro Antonio Sánchez, foi empossado presidente da Comunidade Autônoma da Região de Múrcia em uma segunda votação, com a abstenção dos Cidadãos.
Com apenas 33 anos de idade, tornou-se o mais jovem presidente regional da Democracia na Espanha, superando José María Aznar que tinha 34 anos quando assumiu a presidência da Junta de Castela e Leão.

### Presidente da Região de Múrcia
Em 3 de maio de 2017, tomou posse como Presidente da Região de Múrcia, no Palácio San Esteban, na presença da então Vice-Presidente do Governo da Espanha, Soraya Sáenz de Santamaría. Ele estabeleceu empregos, redução de impostos, financiamento regional, água e infraestrutura como prioridades de seu governo.
Depois de perder as eleições para a Assembleia Regional de Múrcia em 2019, conseguiu manter a presidência para um segundo mandato graças a um pacto de governo com os Cidadãos, que, ao contrário da legislatura anterior, passaria a fazer parte do governo, com o apoio externo do Vox.